# Josef Šural
Josef Šural   (Hustopeče, 30 de maig de 1990 - Alanya, 29 d'abril de 2019) va ser un futbolista txec que jugà en la demarcació d'extrem per l'Sparta Praga de la Lliga de Futbol de la República Txeca.

## Selecció nacional
Va debutar amb la selecció de futbol de República Txeca el 15 de novembre de 2013 en un partit amistós contra Canadà després d'entrar al terreny de joc en el minut 74 com a recanvi de Václav Kadlec. Posteriorment va disputar la classificació per l'Eurocopa 2016.

### Gols internacionals
| # | Data                 | Estadi                                    | Oponent       | Gol | Resultat | Competició                        |
| - | -------------------- | ----------------------------------------- | ------------- | --- | -------- | --------------------------------- |
| 1 | 13 d'octubre de 2015 | Amsterdam Arena, Amsterdam, Països Baixos | Països Baixos | 0-2 | 2?3      | Classificació per l'Eurocopa 2016 |

## Clubs
Actualitzat al 19 d'octubre de 2015.
| Club              | País    | Any         | Partits | Gols |
| ----------------- | ------- | ----------- | ------- | ---- |
| 1. FC Brno        | Txèquia | 2008 - 2011 | 39      | 3    |
| FC Slovan Liberec | Txèquia | 2011 - 2016 | 165     | 46   |
| Sparta Praga      | Txèquia | 2016 -      | 11      | 2    |

## Palmarès

### Campionats nacionals
| Títol                                 | Club              | País            | Any  |
| ------------------------------------- | ----------------- | --------------- | ---- |
| Lliga de Futbol de la República Txeca | FC Slovan Liberec | República Txeca | 2012 |
| Copa de la República Txeca            | FC Slovan Liberec | República Txeca | 2015 |